# Lambretta
Lambretta là dòng xe mô tô scooter lúc đầu được sản xuất tại Milan, Italy bởi hãng Innocenti, nhưng nó cũng được sản xuất theo giấy phép của Hộ công nghiệp Troyes (Société Industrielle de Troyes (S.I.T.)) ở Pháp, NSU ở Đức, Serveta ở Tây Ban Nha, API ở Ấn Độ, Pasco ở Brasil, Auteca ở Colombia và Siambretta ở Argentina. Năm 1972, chính phủ Ấn Độ mua nhà máy Milan và các quyền đối với thương hiệu Lambretta, thành lập Scooters India Limited (SIL). Ngày nay, các quyền của thương hiệu Innocenti do Fiat sở hữu, trong khi thương hiệu cũ nhất Lambretta và Lambro lại do Scooters India Ltd sở hữu và cấp phép toàn bộ cho Fine White Line Ltd.

## Lịch sử
Năm 1922, Ferdinando Innocenti xây dựng nhà máy thép tại Roma. Năm 1931, ông chuyển cơ sở kinh doanh sang Milan, tại đó ông xây nhà máy lớn hơn sản xuất ống thép liên tục và thuê khoảng 6000 nhân công. Trong Thế chiến II, nhà máy này bị đánh bom nặng nề và bị phá huỷ. Từ việc khảo sát tình trạng tàn phá này, Innocenti nhìn thấy tương lai của phương tiện vận chuyển cá nhân rẻ tiền và quyết định sản xuất mô tô scooter – cạnh tranh về chi phí và bảo vệ chống lại thời tiết so với các loại xe mô tô có mặt khắp nơi lúc đó.

### Ý tưởng
Yếu tố kích thích chính cho kiểu thiết kế của Lambretta và Vespa được ghi nhận trước đó vào tiền Thế chiến II với xe scooter Cushman được chế tạo ở Nebraska, Hoa Kỳ. Những chiếc xe scooter màu xanh oliu này được nhập số lượng lớn vào Ý theo đơn đặt hàng của Washington để làm phương tiện vận chuyển trên chiến trường của lính nhảy dù và hải quân. Quân đội Mĩ sử dụng chúng để đối phó với chiến thuật phòng vệ Trận đánh Monte Cassino phá huỷ đường và cầu của Đức Quốc Xã ở vùng Dolomites (một phần của dãy núi Alps) và các vùng dọc biên giới với Áo.
Là người từng chịu trách nhiệm thiết kế và xây dựng máy bay trực thăng hiện đại đầu tiên của Agusta, kĩ sư hàng không tướng Corradino D'Ascanio được Ferdinando Innocenti yêu cầu thiết kế một phương tiện di chuyển đơn giản, mạnh mẽ và giá cả chấp nhận được. Nó phải dễ lái đối với cả nam lẫn nữ, có thể chở thêm một người và không làm cho quần áo người lái bị vấy bẩn đất.

### Thiết kế
Vốn không thích xe mô tô, D'Ascanio đã thiết kế một phương tiện di chuyển có tính cách mạng. Nó được xây dựng trên một khung đòn, thay đổi số ở tay cầm và động cơ gắn trực tiếp vào bánh sau. Tấm bảo vệ phía trước giúp người lái khô và sạch so với các xe mô tô có phần trước mở. Thiết kế vùng đặt chân thông suốt nhằm phục vụ cho giới nữ vì việc mặc váy để lái xe mô tô thông thường là một thử thách. Phuộc trước giống như thiết bị hạ cánh của máy bay, cho phép đổi bánh dễ dàng. Hệ thống truyền dẫn bên trong theo kiểu ăn khớp giúp tránh việc sử dụng sên xe mô tô, vốn là nguồn của dầu mỡ và bụi đất. Thiết kế cơ bản này cho phép một loạt tính năng có thể được vận dụng trên bộ khung, từ đó giúp phát triển các model mới nhanh chóng.
Tuy nhiên, tướng D'Ascanio bất đồng với Innocenti vì ông này muốn sản xuất khung xe từ các ống cuộn nhằm phục hồi cả hai bộ phận của công ty trước chiến tranh, thay vì khung đòn được đúc. Tướng D'Ascanio rời khỏi Innocenti và mang bản thiết kế tới Enrico Piaggio, người sản xuất xe Vespa có khung đòn từ năm 1946 trở đi.

### Sản xuất
Sau hơn 1 năm sản xuất, chiếc Lambretta đời 1947 có một chỗ ngồi nệm cho người đi kèm hoặc một khoang chứa đồ. Tấm bảo vệ phía trước lúc đầu là một tấm kim loại, sau này được phát triển thành 2 lớp để chứa thêm đồ ở phía sau, tương tự như ngăn chứa găng tay trong xe hơi. Nắp nhiên liệu bên dưới ghế ngồi bản lề giúp tiết kiệm chi phí cho một khoá nắp thêm vào cho nắp nhiên liệu.
Tên gọi "Lambretta" xuất phát từ con sông nhỏ Lambro ở Milan chảy gần nhà máy. Innocenti bắt đầu sản xuất scooter Lambretta năm 1947 - một năm sau khi Piaggio bắt đầu sản xuất các kiểu Vespa. Lambretta cũng được phép sản xuất ở Argentina, Brazil, Chile, Ấn Độ và Tây Ban Nha, đôi khi dưới tên khác nhưng luôn luôn với thiết kế dễ nhận ra (như Siambretta ở Nam Mỹ và Serveta ở Tây Ban Nha).

### BLMC đóng cửa Innocenti
Khi Tây Âu trở nên giàu có vào cuối thập niên 1960, nhu cầu mô tô scooter sụt giảm vì xe hơi cỡ nhỏ đã phổ biến và Lambretta bắt đầu đấu tranh với các vấn đề tài chính cùng với công ty mẹ Innocenti. British Leyland Motor Corporation lợi dụng các khó khăn tài chính của Innocenti cũng như sự tinh thông sản xuất của hãng và ký hợp đồng với Innocenti để sản xuất xe hơi dưới giấy phép của BLMC.
Cuối cùng Innocenti/Lambretta được bán cho BLMC. Không may là do thiếu tầm nhìn xa, BLMC tham gia vào trào lưu thời trang nhanh chóng chấm dứt. Các cuộc đình công kéo dài diễn ra; doanh số bán hàng mô tô scooter xuống dốc, cả Innocenti và Lambretta đóng cửa vào năm 1972.

### Ấn Độ
Chính quyền Ấn Độ mua nhà máy hầu như với cùng lý do mà Ferdinando Innocenti đã xây dựng nó sau Thế chiến. Ấn Độ là nước có cơ sở hạ tầng nghèo nàn và nền kinh tế không sẵn sàng cho xe hơi riêng cỡ nhỏ.

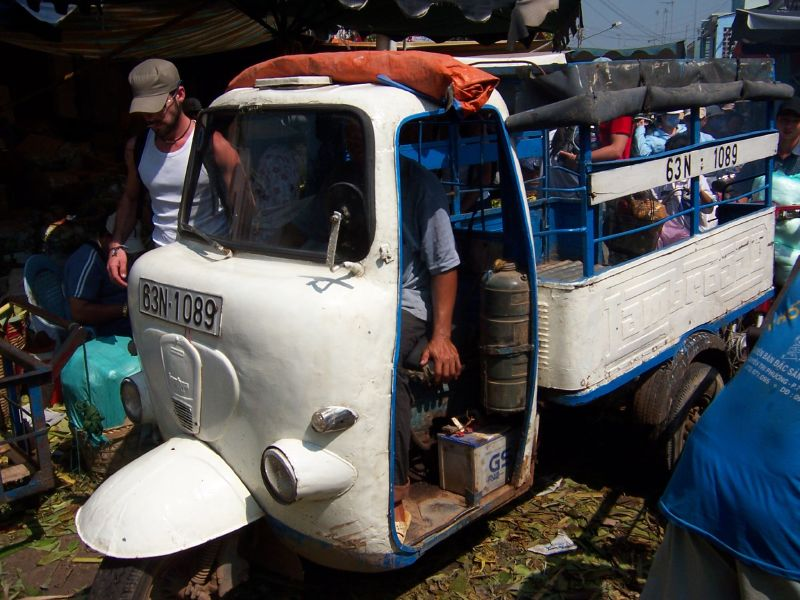
Một chiếc Lambro 3 bánh tại Mỹ Tho. Ở Việt Nam, loại xe này thường được gọi là xe lam.

Automobile Products of India (API) bắt đầu lắp ráp scooter Lambretta được chế tạo ở Innocenti tại Ấn Đồ sau độc lập vào thập kỉ 1950. Cuối cùng họ sở hữu giấy phép chế tạo model Li150 Series 2, được bán dưới tên Lambretta Series 2 cho đến khoảng 1976 và sau đó đổi tên thành Lamby vì lý do pháp lý khi Scooter India Ltd sở hữu toàn bộ đơn vị Innocenti Unit năm 1972.  API cũng xây dựng thương hiệu model [API-175] 3 bánh dựa trên Lambro của Innocenti. API tiếp tục xây dựng các model dựa theo Lambretta cho đến thập kỉ 1980 nhưng không hoạt động kể từ 2002.
Năm 1972, công ty nhà nước Scooters India Ltd. (SIL) đặt trụ sở tại Lucknow, Uttar Pradesh, mua toàn bộ quyền sản xuất của dòng Innocenti Lambretta cuối cùng, GP 150. Việc sản xuất bắt đầu vài năm sau. Model đầu tiên được giới thiệu là Vijay Delux/DL, mặc dù SIL sở hữu quyền đối với tên Lambretta vốn chỉ được dùng trên các model xuất khẩu. Sau đó Vijay được cải tiến và được bán với tên Vijay Super.  Những năm cuối sản xuất, nó được cảit tiến thêm với hệ thống đánh lửa điện dung (CDI) của Nhật Bản và hệ thống giảm xóc trước. S.I.L cũng phân phối toàn bộ linh kiện (CKD) được lắp ráp ở các nơi khác nhau trong Ấn Độ và được bán dưới tên Allwyn Pusphak, Falcon và Kesri.
S.I.L. ngừng sản xuất vào năm 1998, nhưng vẫn tiếp tục sản xuất hạn chế linh kiện cho các dòng scooter Vijay/GP. Việc sản xuất của hãng hiện nay tập trung vào Vikram 3 bánh sử dụng động cơ Lambretta.

### Ngày nay
Năm 2003 Scooters India cấp phép cho Khurana Group USA LLC sản xuất và phân phối scooter ở Hoa Kỳ dưới nhãn hiệu Lambretta. Lần ra mắt đầu tiên vào năm 2008 là scooter của Adly được đổi nhãn mác gồm DUE50 49 cc, UNO50 49 cc và UNO150 150 cc.
Hiện vẫn còn các câu lạc bộ người dùng scooter Lambretta ở khắp châu Âu và Anh. Các scooter Lambretta cũng ngày càng tăng giá do tính quý hiếm và nhu cầu tăng. Một chiếc LI 150 series 2 chuẩn ở tình trạng tốt được bán với giá trên £3,000 ($5,950), còn các model hiếm hơn như TV200 được bán với giá đến £12,000 ($23,750).
Ở Brazil, "lambreta" được dùng như từ đồng nghĩa của "scooter", và được đưa vào từ điển Novo Dicionário da Língua Portuguesa.
Ngôi làng nhỏ Rodano gần Milan có viện bảo tàng Lambretta lớn nhất châu Âu và lưu giữ các hiện vật của Innocenti.

## Cấu trúc và các model
Giống như Vespas vào lúc đó, Lambrettas có 3 hoặc 4 số và động cơ 2 thì có dung tích từ 49 cc đến 198 cc.
Khác với cấu trúc một khung sườn duy nhất làm từ tấm thép của Vespa, Lambretta sử dụng bộ khung ống cứng rắn hơn, mặc dù các dòng 'J' sản xuất từ 1964 đến 1971 có cấu trúc đơn thân. Các phiên bản đầu có ở dạng 'đóng', với hệ thống máy được che kín, hoặc dạng 'mở', với các tấm che tối thiểu. Model A và model B chỉ có ở dạng 'mở'. Model D có bộ giảm xóc sau dạng thanh xoắn. Dạng đóng đước bán thành công hơn cho thấy người lái muốn giữ máy móc khỏi bị ảnh hưởng thời tiết và sạch sẽ hơn.
Cùng với Vespa, Lambretta là phương tiện di chuyển biểu tượng của các thập niên 1950 và 1960. Nó là phương tiên di chuyển của các nhóm văn hoá thanh niên Anh Quốc như Mod. Nhân vật Jimmy trong phim scooter gây tiếng vang Quadrophenia cưỡi chiếc Lambretta Li 150 Series 3. Trong số các model thập niên 1960, TV (Turismo Veloce), Special (125 và 150), SX (Special X) vàGP Grand Prix thường được xem là được mong muốn nhất do hiệu năng cao và dáng vẻ trau chuốt.

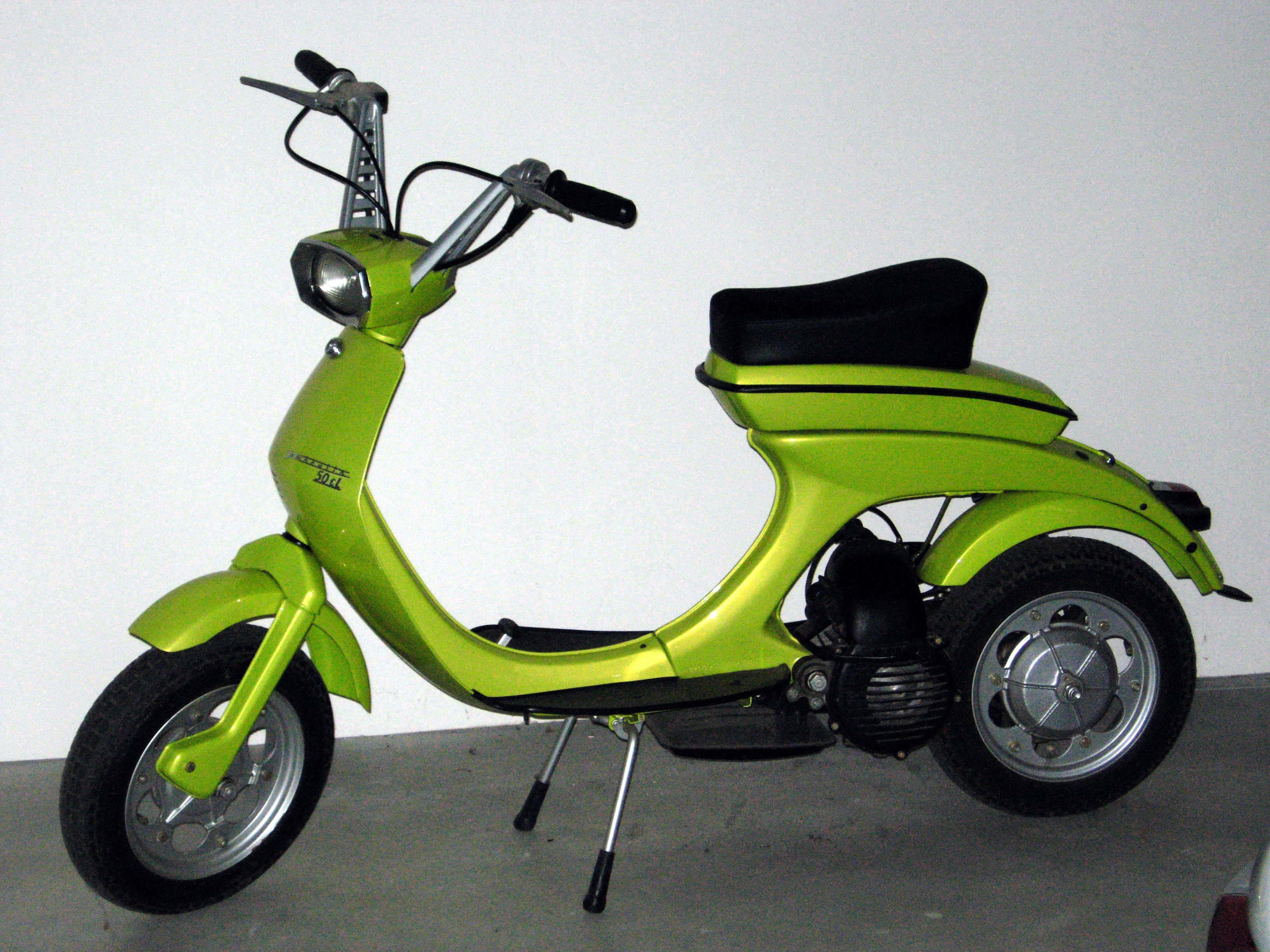
Lambretta Luna Range được Bertone thiết kế lại

## Các model theo thời gian
- Model A,  1947–48
- Model B,  1948–50
- Model C/LC, 1950–51
- Model D,  1951–57
- Model LD,  1951–58
- Model E,  1953–54
- Model F,  1954–55
- TV Series 1,  1957–59
- Li Series 1,  1958–59
- Li Series 2,  1959–61
- TV Series 2,  1959–62
- Li Series 3,  1961–67
- TV/GT Range, 1962–65
- Li Special,  1963–69
- J Range,  1964–71
- SX Range,  1966–1969
- Lui/Vega/Cometa,  1968–70
- GP/DL Range,  1969-71 (Ý)
- GP/DL Named Vijay Delux/Vijay Super Mark I&II/Alwynpusphak/Falcon/Kesri,  1972-98 (Ấn Độ)
- J Series/Cento 100,  197?-?? (Ấn Độ) - Chiếc scooter 100 cc đầu tiên của Ấn Độ

## Bộ sưu tập ảnh

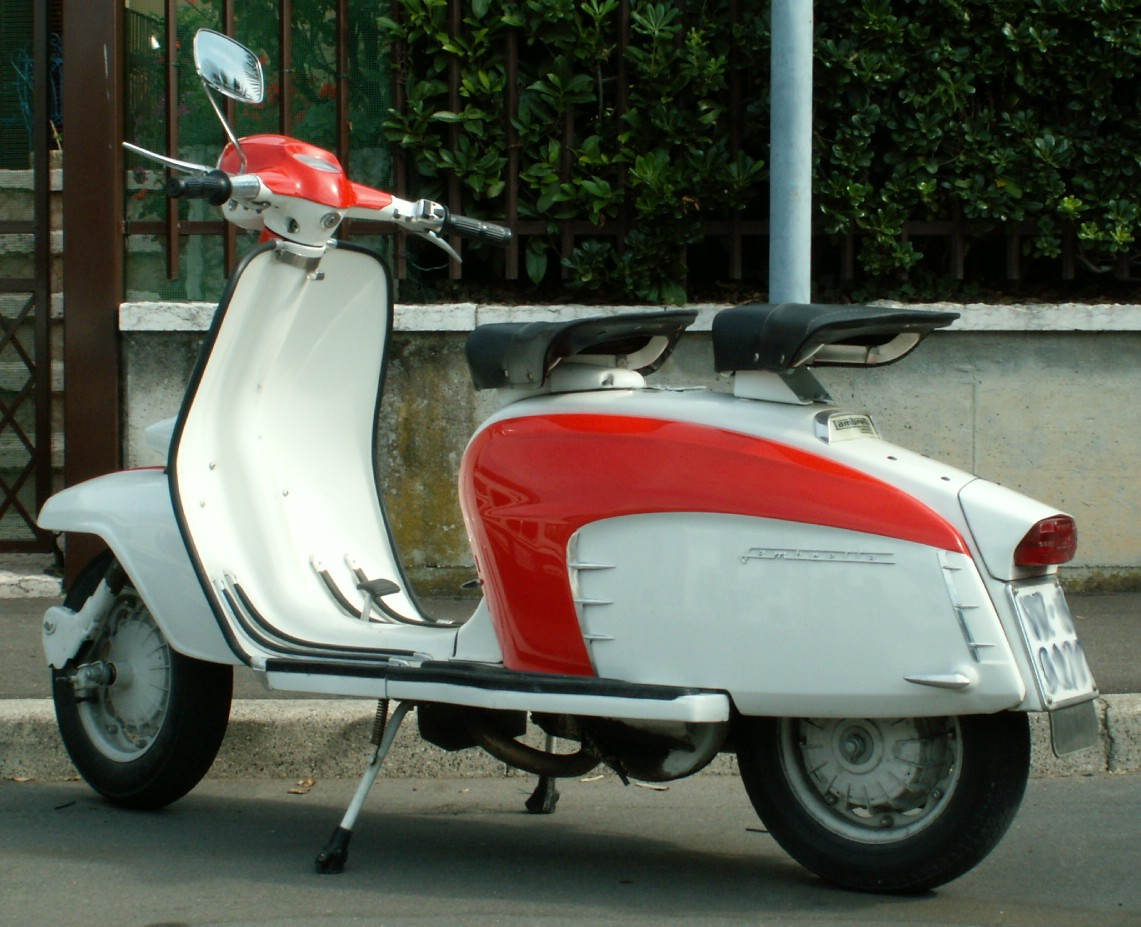
Innocenti Lambretta
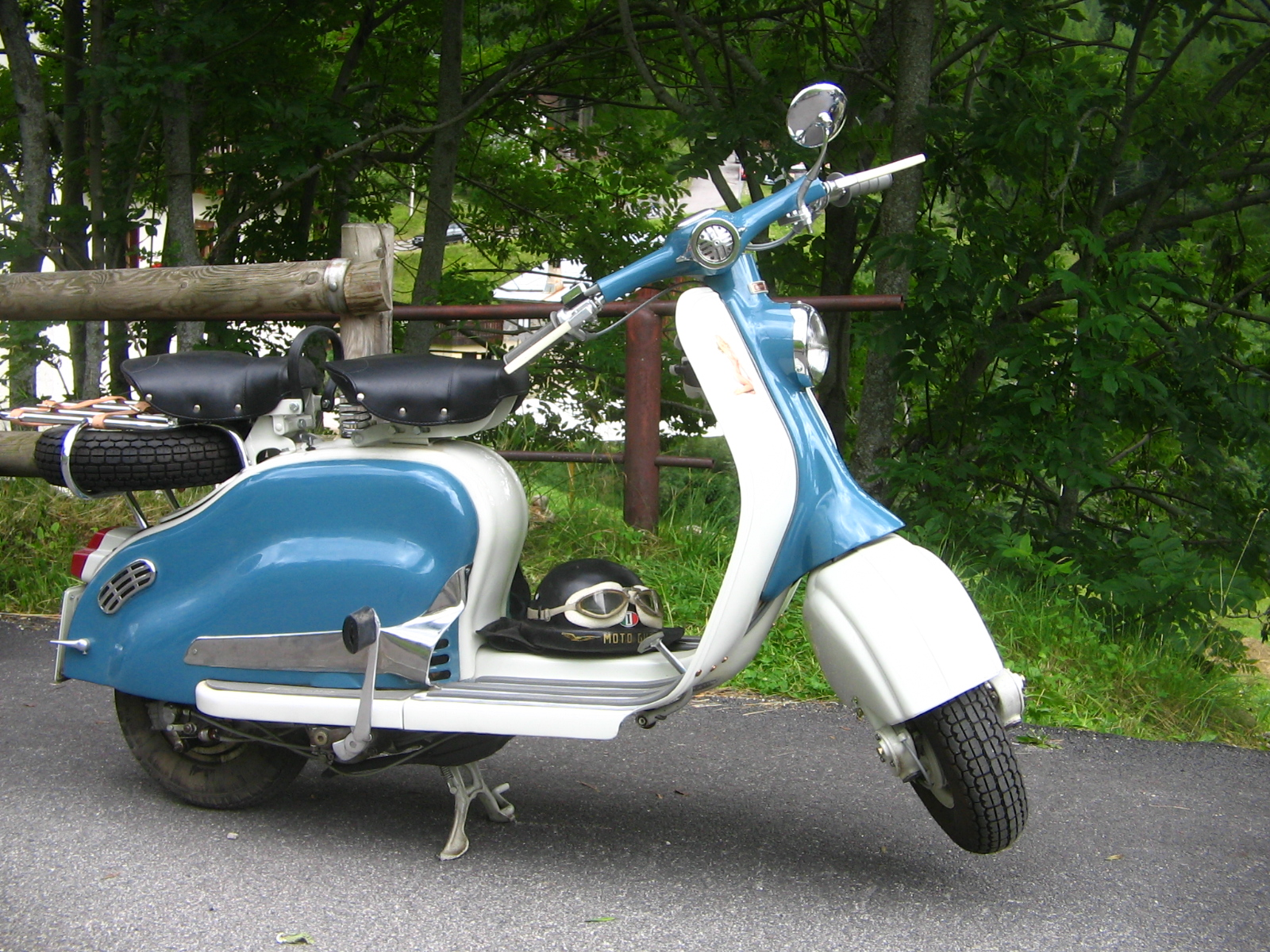
Lambretta 150 LD
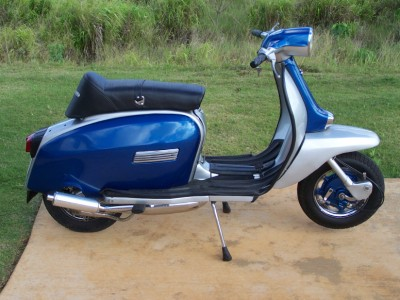
GP200
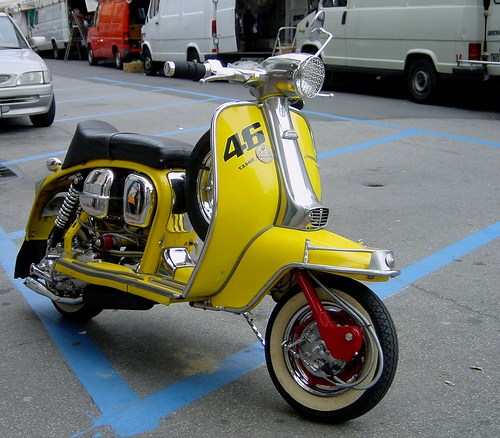
Lambretta với vẻ ngoài mới